# Sonangol
Sonangol (en portugués: Sociedade Nacional de Combustíveis de Angola) traducida al español Sociedad Nacional de Combustibles de Angola es una empresa paraestatal (una corporación de propiedad parcial del Estado o agencia gubernamental, cf. Compañía nacional de petróleo) que supervisa la producción de petróleo y gas natural en Angola. El grupo cuenta con numerosas filiales. Las filiales tienen generalmente Sonangol como cliente principal, junto con otros clientes corporativos, comerciales e individuales. En Angola se estima que hay más de 5.000 millones de barriles de reservas de petróleo y los nuevos descubrimientos están superando el consumo en una proporción de 5 a 1.

## Historia
En vísperas de la independencia portuguesa de Angola de Portugal después de la elección de un gobierno democrático moderno en Portugal en 1976, la compañía ANGOL (ANGOL Sociedade de Lubrificantes e sarl Combustivels, fundada en 1953 como una filial de la empresa portuguesa SACOR) fue nacionalizada y se dividen en dos, formando Sonangol UEE y Direcção Nacional de Petróleos. Directiva 52/76 Sonangol fue instituida como una empresa de propiedad estatal con el mandato de administrar el petróleo importantes del país y el gas natural. Usando restos de Texaco, Fina, Shell y Mobil obras de petróleo, Sonangol ha obtenido la ayuda de la argelina Sonatrach y la italiana ENI.
En la década de 1980, Angola permitió cierta apertura al capital extranjero en el negocio de extracción y refinación del petróleo, eliminando el monopolio de la empresa estatal, tanto para disminuir la brecha tecnológica como instrumento político para frenar las ambiciones coloniales belgas, estadounidenses y francesas que interfirieron fuertemente en la guerra civil de Angola. 
En 1991, el gobierno angoleño decidió nombrar a Albina Africano como presidenta de la empresa; química que había venido de la empresa privada del negocio petrolero en el país, marcó el primer intento de salir a bolsa en Sonangol. 
El 20 de diciembre de 2011, la organización no gubernamental Human Rights Watch en Nueva York incluso exigió al Gobierno de Angola que explicara dónde están los 32.000 millones de dólares en arcas estatales, relacionados con la petrolera estatal Sonangol.
El gigante petrolero Marathon Oil anunció en septiembre de 2013 que había llegado a un acuerdo en principio para vender una participación del 10% en su campo petrolífero angoleño en alta mar a Sonangol
En diciembre de 2013, Sonangol adquirió los derechos de exploración de cinco bloques de petróleo en tierra en Angola, que podrían licitarse para su desarrollo en una fecha posterior. En junio de 2016, el presidente José Eduardo dos Santos destituyó a todo el equipo directivo de Sonangol e instaló a Isabel dos Santos como presidenta de la empresa, para "garantizar la transparencia y aplicar estándares globales de gobierno corporativo". Esto dio lugar a muchas acusaciones de corrupción y nepotismo. Sin embargo, el 15 de noviembre de 2017, el nuevo presidente de Angola, João Manuel Gonçalves Lourenço, destituyó a Isabel dos Santos y nombró a Carlos Saturnino Guerra Sousa e Oliveira como presidente de la Sonangol. Una auditoría interna reveló más tarde que, después de haber sido despedida, dos Santos transfirió 38 millones de dólares de los fondos de la empresa a una empresa sospechosa con sede en Dubái.
En 2018, Sonangol anunció que reactivarán sus campos de exploración petrolera iraquí en Najma y Qayara después de años de cierre debido a los constantes conflictos armados. Se estima que los dos campos petrolíferos de Irak todavía tienen una reserva de mil millones de barriles de petróleo.

## Organización

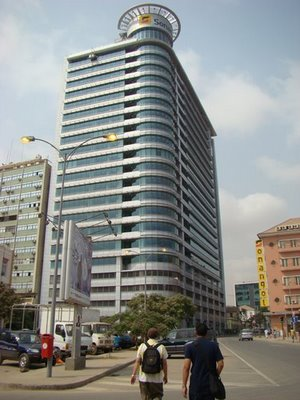
Sede de Sonangol en Luanda.

Hoy en día (a partir de 2006), Sonangol tiene más de 30 filiales y mantiene instalaciones en el extranjero en las siguientes ciudades:
- Brazzaville, Congo
- Hong Kong, China
- Houston, EE. UU.
- Londres, Reino Unido
- Singapur, Singapur.

A medida que la compañía creció tenía una necesidad de obtener los servicios, tales como los servicios de telecomunicaciones, soporte de red al por menor, transporte, envío, manejo de datos científicos, de ingeniería, otros sísmica, y. La compañía creó filiales para satisfacer estas necesidades. Sonangol y sus filiales muchos han seguido creciendo, en otras líneas de negocio. Entre las filiales más importantes son Sonair, MSTelcom y dos bancos, el Banco Africano de Investimentos y Banco do Comércio e Indústria.
Sonangol es un importante patrocinador de las artes, los deportes y las humanidades en Angola y en África, también patrocina a la categoría de motor Superleague Fórmula El 12 de diciembre, Reutures Sonangol informó de que ganó los derechos para desarrollar campos petrolíferos del Iraq Najmah en un intento a cabo el 12 de diciembre de 2009. El objetivo de la compañía meseta de producción para el campo en la volátil provincia de Nínive es de 110.000 barriles por día (bpd), y la tasa de remuneración es de $ 6 por barril. Sonangol había propuesto un precio por barril de $ 8.50, pero luego aceptó menor cantidad que el Ministerio de Petróleo.

### Filiales
- El Banco Africano de Investimentos (BAI) banco de servicios completos
- Banco de Comercio e Industria (BCI), recientemente privatizada
- ESSA (Angola) Capacitación
- Kwanda Apoyo logístico de apoyo logístico, terreno Kwanda
- MSTelcom telecomunicaciones
- Sodimo administración de bienes inmuebles
- SonAir industria de petróleo y gas de servicio de transporte aéreo
- Sonangol P & P, la exploración de petróleo
- SONAGAS exploración de gas natural
- Sonadiets infraestructura corporativa
- Sonamer la recuperación de petróleo, perforaciones profundas
- Petróleo Sonamet de fabricación de la plataforma; fabricación de metal estructura
- Sonangol Distribuidora productos derivados del petróleo aguas abajo incluida la gasolina / gasolina
- Sonangol transporte marítimo de petróleo crudo de transporte
- Sonangol EE. UU., ubicada en Houston, Texas
- Sonaship marítimo de productos petrolíferos de transporte
- Sonasurf logística de petróleo en alta mar el trabajo
- Sonatide logística de petróleo en alta mar el trabajo
- Sonawest servicio de datos sísmicos
- Sonils Apoyo Logístico

## Tecnologías
Sonangol EE. UU., Londres, Sonangol, Sonangol y Asia son los principales socios comerciales y oficinas de operaciones para los cargamentos de crudo y productos vendidos en nombre de Sonangol EP Cada una de estas oficinas de utilizar un sistema de comercio mundial llamado SGTS (Sonangol Global Trading System). Este sistema fue creado para Sonangol por Houston, EE. UU. empresa de software basado en tecnología denominada Pinares. Este sistema ha estado en uso desde 2006.